# Bernard Fortin
Bernard Fortin (* 17. Januar 1957 in Baie-Comeau) ist ein kanadischer Schauspieler und Synchronsprecher.

## Leben und Wirken
Bernard Fortin wuchs im südkanadischen Baie-Comeau auf.
Er absolvierte seine Schauspielausbildung bis 1981 am Conservatoire d' Art Dramatique in Montreal. Seit 1982 steht er als Schauspieler vor der Kamera. Er hat bislang in mehr als 30 Film-und-Fernsehproduktionen mitgewirkt. Er ist vereinzelt auch am Theater tätig.
Fortin ist umfangreich als Synchronsprecher tätig. Er ist seit einigen Jahren der kanadische Stammsprecher von Tom Hanks, John Cleese, Forest Whitaker, Bill Pullman und Warwick Davis. Er synchronisiert seit Anfang der 1990er-Jahre die Figuren Ned Flanders, Chief Wiggum und Reverend Lovejoy in der Zeichentrickserie Die Simpsons sowie auch in Die Simpsons – Der Film. Er sprach zudem zahlreiche Figuren in verschiedenen Animationsfilmen und Zeichentrickfilmen wie beispielsweise in Alvin und die Chipmunks, Mulan, Hercules oder Teletubbies.
Er ist verheiratet und hat drei Kinder. Seine Tochter Virginie Fortin (* 1986) ist ebenfalls als Schauspielerin tätig.

## Filmografie
- 1983: Bonheur d'occasion
- 1986: Lance et compte
- 1990: Watatatow
- 1993: La Petite Vie
- 1996: Virginie
- 1997: Cher Olivier
- 1998: L'Invitation
- 2005: Providence
- 2016: Le Temps des chenilles
- 2019: L'Heure bleue
- 2021: Toute la Vie